# Vacheresses-les-Basses
Vacheresses-les-Basses est une ancienne commune française de plein droit, rattachée depuis le 27 décembre 1972, par « fusion association », à la commune de Nogent-le-Roi, ancien chef-lieu de canton dans le département d'Eure-et-Loir, en région Centre-Val de Loire.
Son code Insee est 28399, toujours existant car la commune garde un semblant d'existence séparée[Lequel ?] par le biais du statut de fusion association.

## Géographie
La commune est située dans la vallée de Vacheresses ou du Néron, petit cours d'eau.

## Toponymie
Vaccheresses : du latin vaccaria, du mot latin vacca (« vache »), avec le double suffixe -ar -ici.

## Politique et administration
| Période                                  | Période  | Identité          | Étiquette | Qualité |
| ---------------------------------------- | -------- | ----------------- | --------- | ------- |
|                                          | En cours | Marie-Édith Favre |           |         |
| Les données manquantes sont à compléter. |          |                   |           |         |

## Démographie
| 1911 | 1921 | 1926 | 1931 | 1936 | 1946 | 1954 | 1962 | 1968 |
| ---- | ---- | ---- | ---- | ---- | ---- | ---- | ---- | ---- |
| 101  | 85   | 90   | 80   | 83   | 86   | 73   | 100  | 87   |

## Culture locale et patrimoine

### Lieux et monuments
- L'église-mairie ;
- Le manoir ;
- Le monument aux morts et son arbre du souvenir dont la plaque mentionne : Tilleul planté en 1919 en hommage aux morts de la guerre 1914-1918 par Monsieur Belay habitant la commune de Vacheresses-les-Basses ;
- La vallée du ruisseau de Vacheresses.

Lieux et monuments
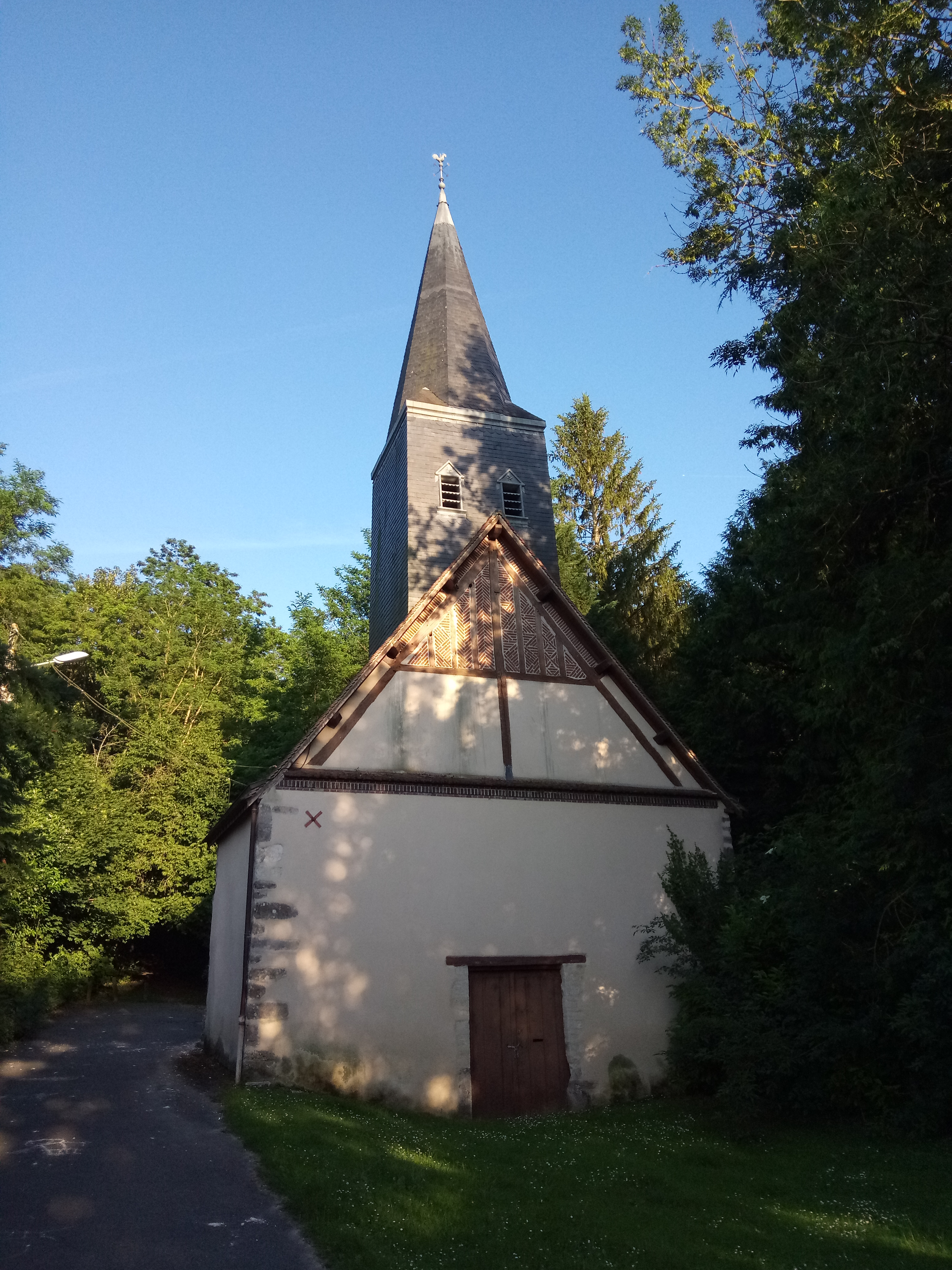
L'ancienne église...
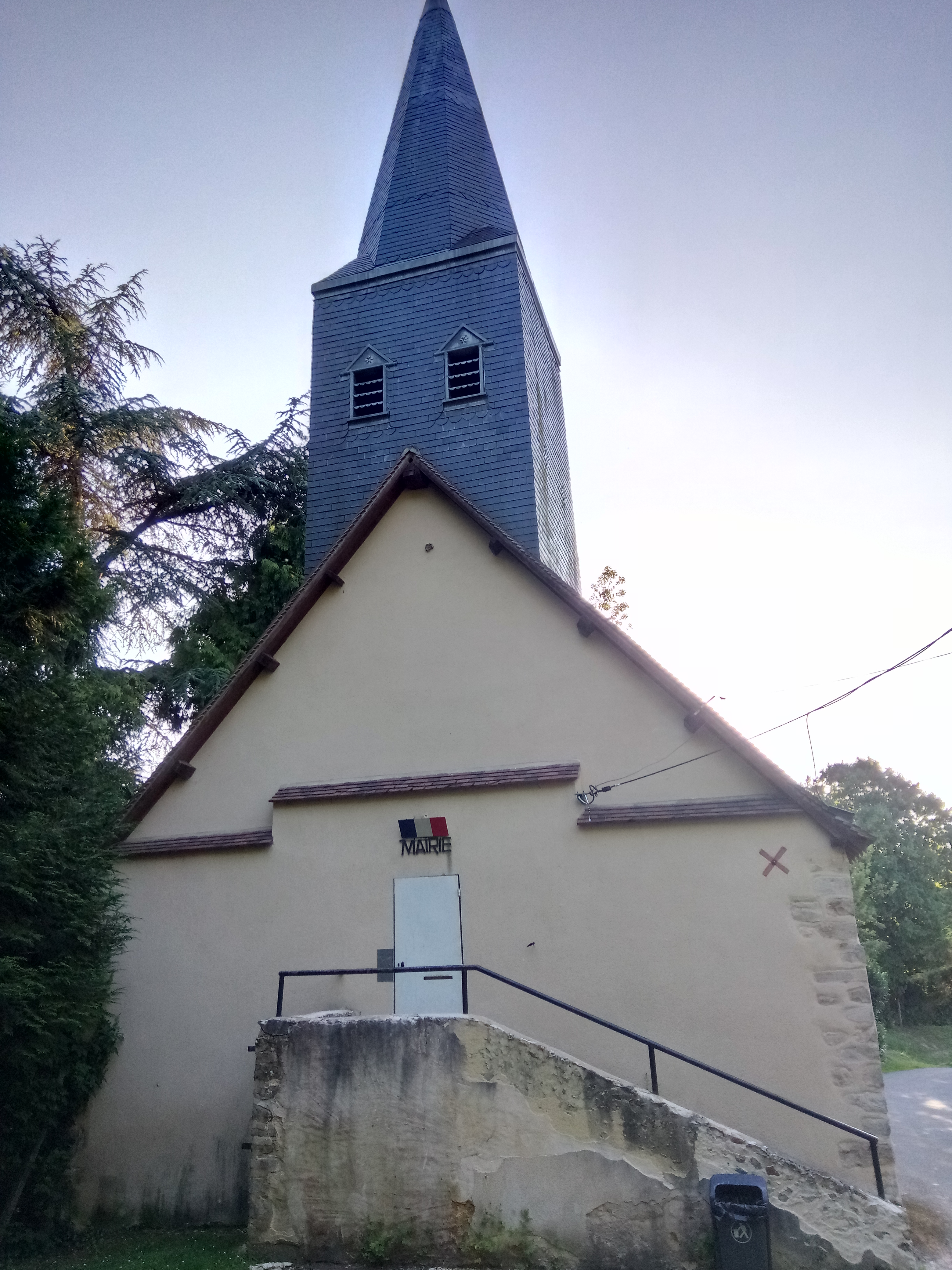
aujourd'hui la mairie.
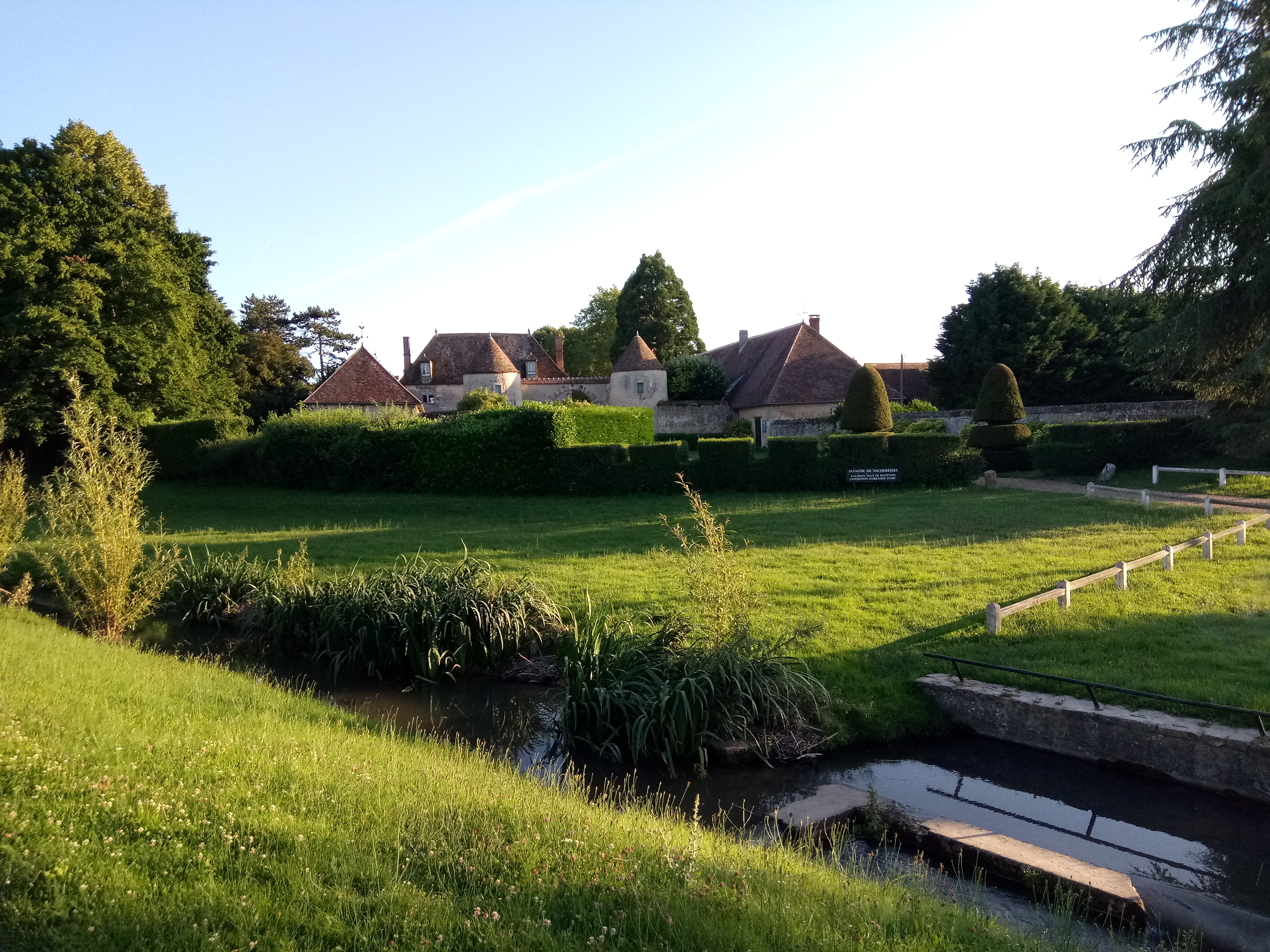
Vue générale du manoir.
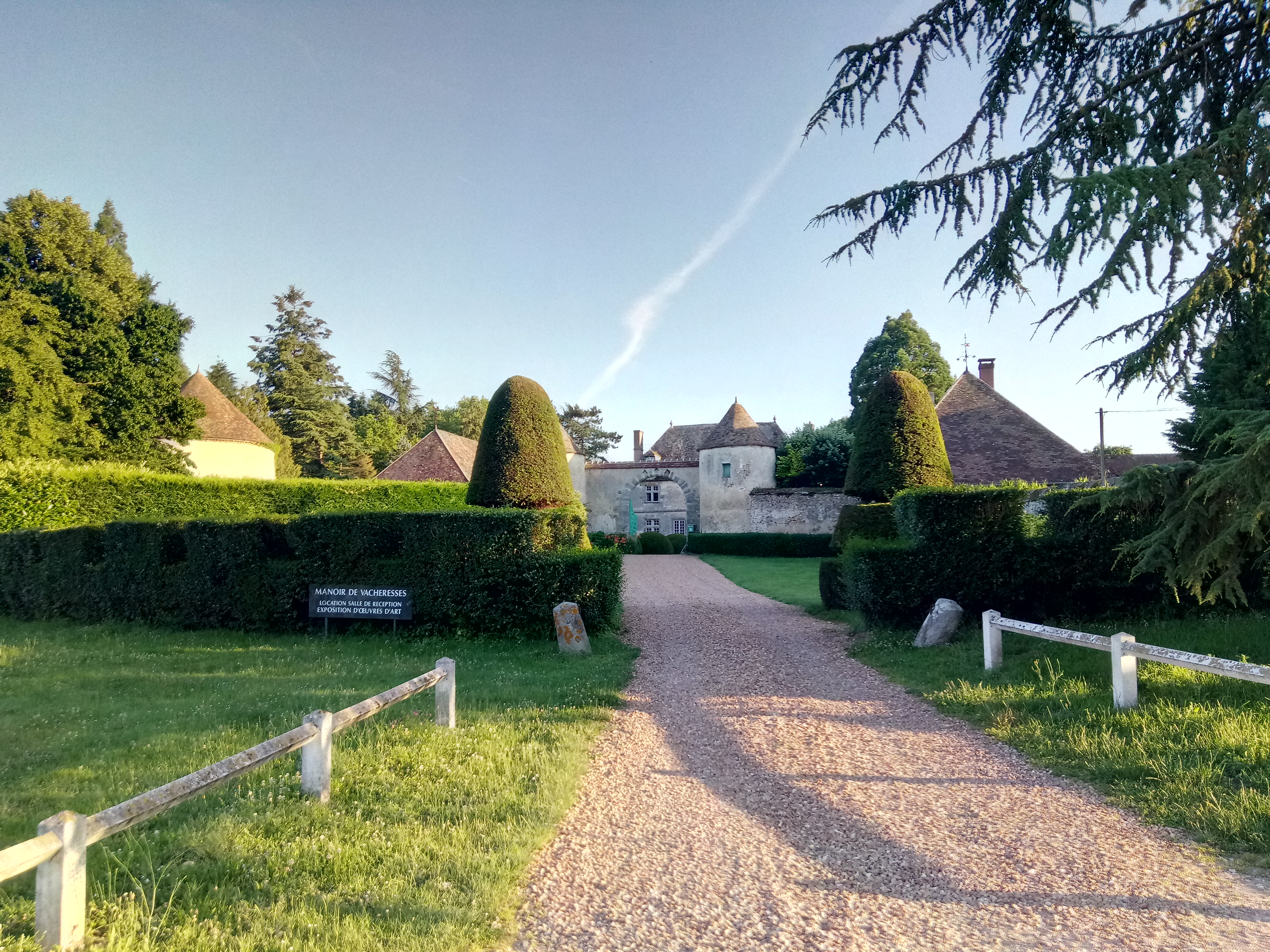
Entrée du manoir.
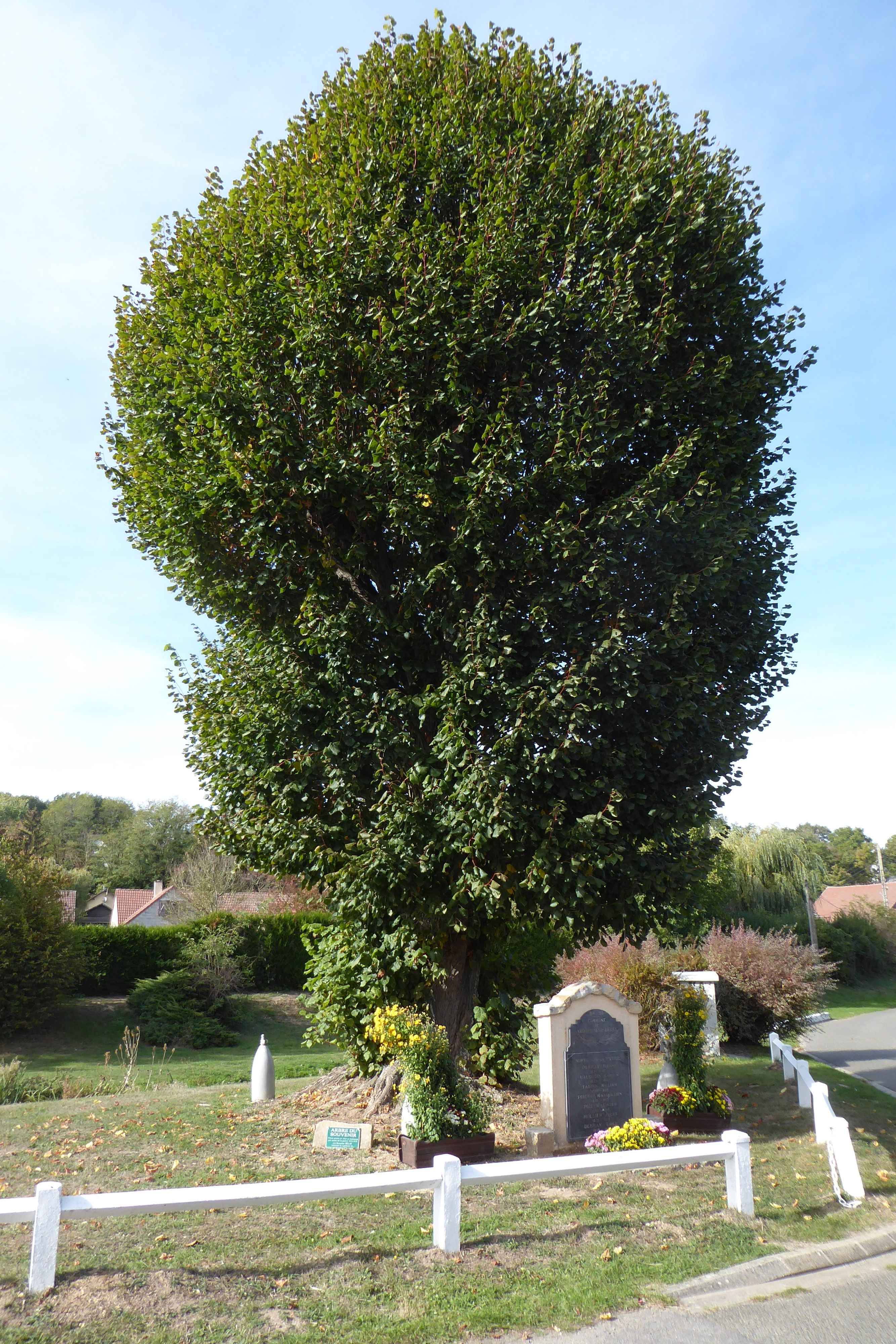
Monument aux morts.
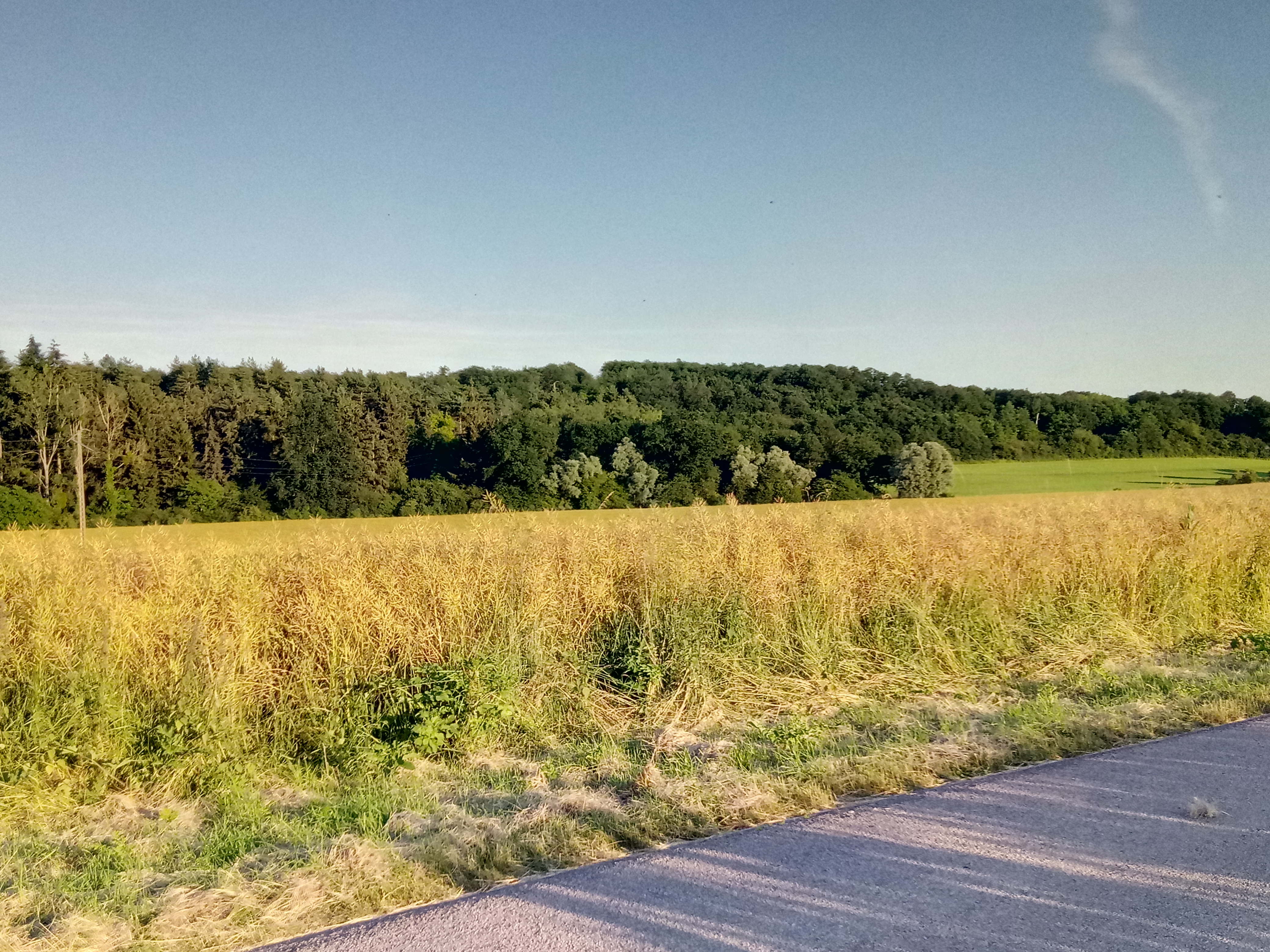
La vallée en direction de Néron.

### Personnalités liées à la commune
- Michèle Battut (née en 1946), artiste peintre, lithographe et sculptrice française, propriétaire du manoir durant plusieurs décennies.